# Nikola Manojlović
Nikola Manojlović (serbisch-kyrillisch Никола Манојловић; * 1. Dezember 1981 in Belgrad) ist ein serbischer Handballspieler. 
Er stand von Januar bis Dezember 2005 bei Pfadi Winterthur unter Vertrag. Ab Dezember 2005 spielte Manojlović dann beim Bundesligisten FRISCH AUF! Göppingen. Nach dreieinhalb Jahren wechselte Manojlović im Sommer 2009 zum rumänischen Verein HCM Constanța, den er jedoch nach wenigen Wochen wieder verließ. Danach lief der 1,95 m große Rückraum-Mitte-Spieler eine Saison lang für die Rhein-Neckar Löwen auf und wechselte dann zu RK Velenje. Im Sommer 2012 schloss er sich dem Ligarivalen RK Koper an. Im Sommer 2012 nahm er an den Olympischen Spielen in London teil. 2013 wechselte er erneut zu den Rhein-Neckar Löwen, wo er einen Einjahresvertrag unterschrieb. Ab 2014 lief er für den belarussischen Verein Brest GK Meschkow auf. Im Januar 2016 schloss sich Manojlović dem deutschen Bundesligisten TuS N-Lübbecke an.